# Bargrennan Tomb

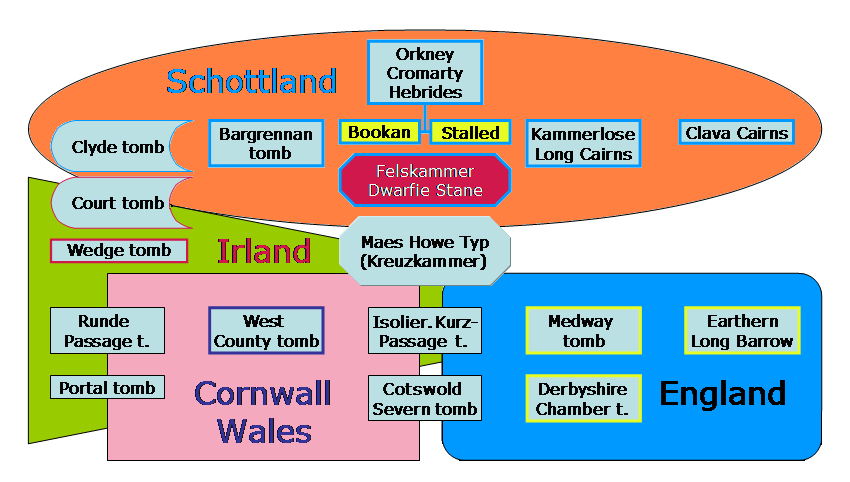
Britische Megalithik

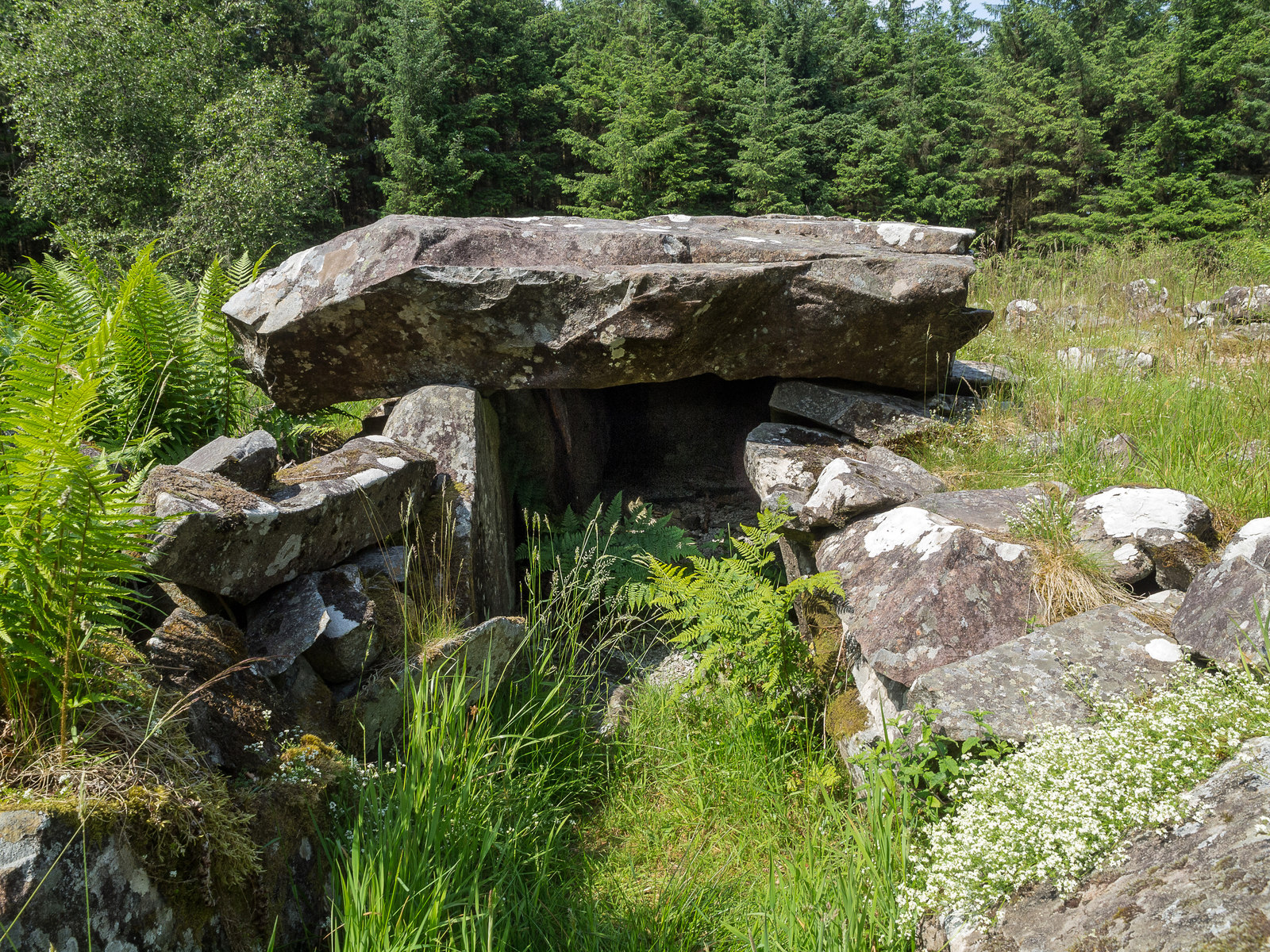
Bargrennan Tomb White Cairn – Zugang

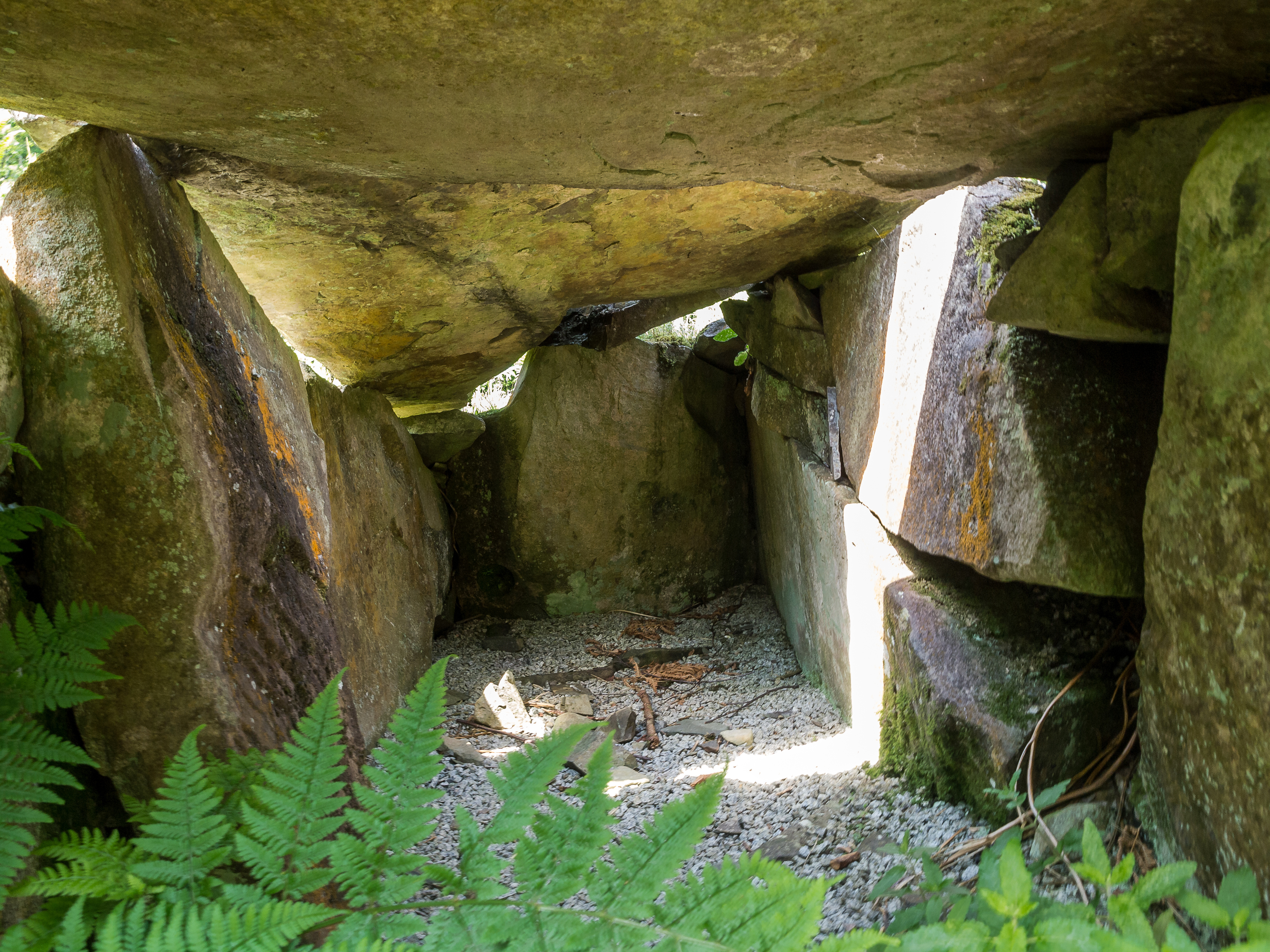
Bargrennan Tomb White Cairn – Kammer

Die Bargrennan Tombs sind eine kleine Gruppe von Megalithanlagen in Galloway und Ayrshire im Südwesten Schottlands. Sie haben langgestreckte, rechteckige oder trapezoide Kammern, die über einen Gang zugänglich sind und liegen fast ausschließlich in runden Cairns. Insofern sind sie eine Zwischenform zwischen den benachbarten Clyde- und Passage Tombs.
Namengebend ist die Anlage White Cairn (auch Glentrool) von Bargrennan die Stuart Piggott (1910–1996) und T. G. E. Powell (1916–1975) im Jahre 1949 in sehr kurzer Zeit ausgegraben haben. Sie war ein stark gestörter ovaler Cairn von etwa 17,6 auf 15,3 m Durchmesser, bei dem die trapezoide Einheit von Gang und Kammer unstrukturiert ineinander übergehen. Bei einer 1999 erfolgten Nachuntersuchung wurden ein Basaltblock von 0,5 mal 0,6 m und mehrere kleinere Stücke Basalt unter der Anlage festgestellt, von denen nicht klar ist, ob sie hierher transportiert wurden oder Teil des Untergrunds waren. Eine Nachuntersuchung ergab, dass das Umfeld von Cairnderry und Bargrennan in der Bronzezeit als Gräberfeld genutzt wurde.
Jane Murray vermutet, dass es im Südwesten Schottlands etwa zwölf Bargrennan-Denkmäler gibt. Anlagen des Typs sind z. B. Balmalloch, Bencallen Hill, Caves of Kilhern, Kirriemore, Water of Deugh und ggf. die The Druid’s Graves am Cuff Hill.

## Datierung
Der White Cairn und das Cairnderry wurden vor ihrer Ausgrabung ausgeraubt, daher lieferten sie kein Material für eine Datierung. Beide weisen eine umfangreiche Wiederverwendung in der Bronzezeit auf, einschließlich der Hinzufügung einer bronzezeitlichen Steinkiste im White Cairn. Es wurde vermutet, dass dies auf ein frühbronzezeitliches Datum hinweisen könnte. Es wurde jedoch auch eine mittel- bis spätneolithische Datierung vorgeschlagen.